# Антон Пан
Антон Пан известен и с българското си име Антон Иванов, чието пълно име с османско презиме е Антон Йоан Камбуроглу  е влашки писател, поет, композитор и фолклорист с български произход. Родоначалник на местната музикална фолклористика и като такъв способствал за възникването на румънския литературен език. Автор на музиката на румънския химн.
Напуска родния Сливен 15-годишен, след като семейството му е пленено и заселено в Бесарабия по време на руско-турската война (1806 – 1812). Мести се в Букурещ през 1810 г., а през 1821 г. се заселва в Брашов, където е главен учител в първото румънско училище. Междувременно става военен музикант и съставя 27 труда като композитор, фолклорист, певец, учител, музикален педагог, издател.
В Брашов, ведно с други заможни българи и първенци, основава филологическо дружество, което си поставило за цел да отпечата поредица от книги, полезни за народа и за българското образование: български буквар, българска граматика, един речник на четири езика (българско-гръцко-румънско-руски), една граматика на тези езици, един сборник разкази за деца от Новия и Стария завет и други. Пише и на румънска кирилица. През 1843 г. закупува типографска преса на която печати на румънска кирилица. Днес тази преса е реставрирана и може да се види в Брашов в първата румънска школа. Днес в музея на първото румънско училище може да се види реставрираната старовремска класна стая носеща името на големия румънски просветител. В училището е преподавал и Петър Берон на когото Пан помага финансово да издаде известния днес „Рибен буквар“. 
Антон Камбуроглу извън просветителската си дейност и начинания е известен с предприятието си по основаването на така неречения Нови Сливен на мястото на имението Берязка. Начинанието се проваля, а заселилите се във Влашко сливналии се завръщат безславно в родния османски край. 